# Евелін Шарп
Евелін Шарп (померла 16 квітня 1997 року) — американська готельєрка, філантроп і колекціонерка творів мистецтва. Була власницею готелів Beverly Wilshire та Stanhope.

## Біографія
Шарп народилася на Мангеттені, навчалася на факультеті журналістики Колумбійського університету, де вийшла заміж за свого чоловіка, інвестора в нерухомість Джессі Шарпа, який побудував низку готелів, у тому числі готель «Стенхоуп», розташований навпроти Метрополітен-музею.
Після смерті чоловіка в 1941 році Шарп, яка тоді була декоратором інтер'єрів, перебрала на себе бізнес і збагатила сімейний портфель нерухомості власними об'єктами. Вона продала 14 об'єктів, що належали її чоловікові, і додала готель «Ґотем», готель «Саранак Інн» і готель «Беверлі Вілшир». Її портфоліо також включало «Дельмоніко», «Рітц Тауер», «Карлайл», апартаменти «Бо Артс» і «Парамаунт Білдінг» на Мангеттені, а також готель «Сент Френсіс» у Сан-Франциско.
Зрештою, вона продала більшість своїх володінь і присвятила свій час благодійним організаціям у Нью-Йорку та Лос-Анджелесі, а також своїй мистецькій колекції, яка була виставлена в Музеї Соломона Гуґґенхайма в 1978 році. Вона та її син також подарували галерею Шарпа в Метрополітен-музеї.
У 1952 році Шарп заснувала Фонд Евелін Шарп для підтримки виконавського та образотворчого мистецтва, музейного мистецтва та мистецької освіти в Нью-Йорку. Вона також заснувала стипендію для випускників Каліфорнійського технологічного інституту і була його опікуном. Вона також була засновницею Музичного центру Лос-Анджелеса, довіреною особою Фонду Меннінгера, колишньою головою Танцювальної компанії Марти Грем та La Maison Française в Нью-Йоркському університеті.

## Особисте життя та сім'я
У Шарп було двоє дітей: Пітер Джей Шарп і Мері Шарп Кронсон. Колишній член списку Forbes 400, Пітер Джей Шарп керував готелем «Карлайл» і розробив 450 Парк Авеню, а також був тезкою кількох театрів Пітера Джея Шарпа в Нью-Йорку. Він також був головою Нью-Йоркської міської опери й був призначений головою Джульярдської школи до своєї смерті в 1992 р. Дочка Шарпа, Мері С. Кронсон, була колишньою опікункою Музею Соломона Гуггенхайма і допомогла заснувати серію перформативних мистецтв «Works & Process» в Музеї Гуггенхайма. Її онук, Пол Кронсон, також є опікуном Музею Гуггенхайма.
Шарп померла 13 квітня 1997 року в лікарні Ленокс-Гілл. Вона мешкала в готелях «Ґотем» і «Карлайл».